# Histoire des Philippines pendant la Seconde Guerre mondiale
Pour les articles homonymes, voir Histoire des Philippines (homonymie).
Le Commonwealth des Philippines est attaqué par l'empire du Japon le 8 décembre 1941, neuf heures après l'attaque de Pearl Harbor. Bien que gouvernés par un gouvernement du Commonwealth semi-indépendant, les États-Unis d'Amérique contrôlaient les Philippines à l'époque et y possédaient d'importantes bases militaires. L'armée combinée américano-philippine est vaincue lors de la bataille de Bataan et de la bataille de Corregidor en avril 1942, mais la résistance de la guérilla contre les Japonais se poursuivra tout au long de la guerre. Des unités de l'armée philippine non capturées, une insurrection communiste et des agents américains de soutien ont tous joué un rôle dans la résistance. En raison du grand nombre d'îles, les Japonais n'ont jamais occupé bon nombre des îles les plus petites et les plus mineures. Le contrôle japonais sur la campagne et les petites villes était souvent au mieux ténu.
En 1944, les forces alliées ont libéré les îles du contrôle japonais lors d'une invasion navale.

## Contexte
En septembre 1940, l'Allemagne nazie, le royaume d'Italie et l'empire du Japon s'allient sous la coalition tripartite en tant que puissances de l'Axe. Les États-Unis interdisent l'expédition d'essence d'aviation au Japon en juillet 1940 et, en 1941, les expéditions de ferraille, d'acier, d'essence et d'autres matériaux cesse pratiquement. Pendant ce temps, le soutien économique américain à la Chine commence à augmenter.
Le Japon et l'URSS signent un pacte de neutralité en avril 1941, qui permet au Japon d’accroître la pression sur les colonies françaises et néerlandaises d'Asie du Sud-Est pour qu'elles coopèrent en matière économique. Les forces japonaises occupent les bases navales et aériennes du sud de l'Indochine française le 22 juillet 1941. Les Philippines sont alors presque complètement encerclées.
Le général George C. Marshall, chef d'état-major de l'armée américaine, déclare : « Des renforts adéquats pour les Philippines, à ce moment-là, auraient laissé les États-Unis dans une position de grand péril s'il y avait eu une rupture dans la défense de la Grande-Bretagne».
Une campagne pour l'indépendance des États-Unis en cours depuis 1919 aboutit le 17 janvier 1933 à l'adoption par le Congrès américain de la loi Hare-Hawes-Cutting Act (en) sur le veto du président Herbert Hoover. La loi promet l'indépendance des Philippines après 10 ans, mais réserve plusieurs bases militaires et navales aux États-Unis, tout en imposant des tarifs et des quotas sur les exportations philippines. Le président du Sénat philippin, Manuel L. Quezon, convainc la législature de rejeter le projet de loi. Par la suite, la loi Tydings-McDuffie, qui élimine les dispositions relatives aux réserves militaires américaines et substitue une disposition au « règlement ultime », devient une loi américaine le 24 mars 1934 et est acceptée par la législature philippine le 1er mai. L'impact de cela sur la future défense des Philippines avec l'establishment allait s'avérer désastreux. Au cours de la période de transition de 10 ans, la police philippine est investie d'une responsabilité toujours croissante pour la défense des frontières des Philippines. Les forces de l'armée américaine s'installant s'élève à environ 10 000 hommes.
L'armée américaine avait cependant déjà dépensé des millions pour construire des forts et des pistes d'atterrissage dans tout Luçon. Cela comprend les défenses portuaires dans la baie de Manille, à Fort Mills sur Corregidor et à l'île Grande dans la baie de Subic. Il y a aussi des bases à Nichols Air Station (maintenant Villamor Airbase), Nielson Air Base (maintenant Ayala Triangle à Makati City — Ayala et Paseo de Roxas Avenues s'étendent sur les pistes d'atterrissage d'origine), à Fort William McKinley (maintenant Fort Andres Bonifacio et le Cimetière américain), Camp Murphy (maintenant Camp Aguinaldo et Camp Crame) à Quezon City, Camp O'Donnell à Tarlac et une série de bases aériennes et d'installations militaires à Pampanga dont Fort Stotsenburg, Clark Air Base, ainsi que Camp Wallace à La Union, la base navale de Sangley Point, Cavite City, le camp Keithley à Lanao, le camp Eldridge à Los Baños, Laguna et le camp Henry T. Allen à Baguio. D'autres champs à Tugegarao, Aparri, Isabela, Nueva Ecija, Legaspi, Bataan et Del Monte à Davao ont également été construits avec des fonds américains avant et pendant les premières années du Commonwealth provisoire de 1935.

## L'armée philippine

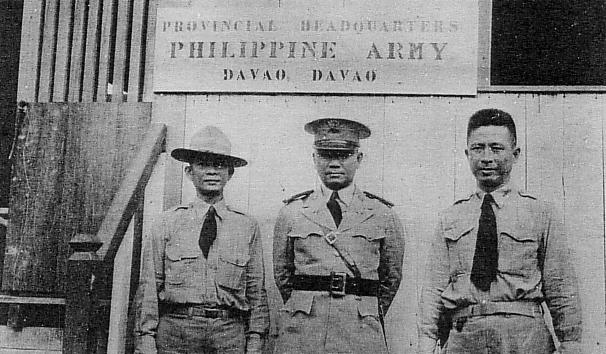
Personnel de l'armée du Commonwealth philippin à Davao.

La date de l'indépendance des Philippines et du retrait militaire américain approchant, cela entraîne une réduction des fonds de l'armée américaine pour soutenir directement l'expansion de l'armée du Commonwealth des Philippines. Douze millions de dollars américains sont fournis au Commonwealth pour la création de l'armée philippine en 1936. Dans les premières années du Commonwealth, l'armée philippine est composée d'une composante de service actif et d'une composante de réserve. La composante de service actif est la police philippine, alors une organisation paramilitaire. Après le déclenchement de la guerre, cela est appelé la 1re division philippine. De nombreux officiers de l'armée philippine et du corps aérien de l'armée philippine appartiennent aux membres de la police philippine et de la police aérienne.

## Commandement d'Extrême-Orient
Le 25 juillet 1941, le secrétaire américain à la Guerre Henry L. Stimson demande au président américain Franklin D. Roosevelt de donner des ordres appelant les forces militaires du Commonwealth au service actif pour les États-Unis. Stimson cite : « Toutes les mesures pratiques doivent être prises pour augmenter la force défensive des îles Philippines. »
Le lendemain, le président Roosevelt gèle tous les actifs japonais aux États-Unis et donne l'ordre d'absorber les forces de l'armée philippine. Le même jour, le ministère de la Guerre créé le commandement des forces armées américaines en Extrême-Orient (USAFFE), avec juridiction sur le ministère des Philippines et les forces militaires du Commonwealth. Dans le même temps, le général Douglas MacArthur est rappelé au service actif et désigné commandant de l'USAFFE.

## Forces navales
Au début de la guerre, la flotte asiatique de la marine américaine est stationnée à la base navale de Cavite dans la baie de Manille. L'Offshore Patrol (en) y était également stationné.

## Mobilisation et renforcement
MacArthur ordonne la mobilisation de l'armée philippine à partir du 1er septembre 1941. Des éléments de 10 divisions de réserve philippines doivent être appelés au service de l'armée américaine le 15 décembre. Les bataillons n'étaient pas organisés au moment de l'invasion japonaise en décembre. Cependant, une force de cent mille Philippins ou plus est néanmoins levée.

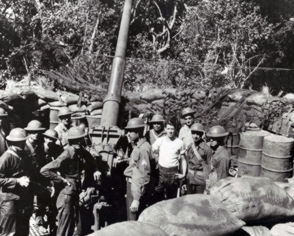
200e artillerie côtière de la Garde nationale de l'armée du Nouveau-Mexique à Luçon.

Le 14 août, le général de brigade Leonard T. Gerow affirme que le département philippin ne peut pas résister à une attaque japonaise. Il recommande ainsi de renforcer les Philippines avec de l'artillerie anti-aérienne, des avions modernes et des chars. Le 16 août, MacArthur est informé qu'au 5 septembre, il peut s'attendre au 200e régiment d'artillerie côtière (AA), aux 192e et 194e bataillon de chars et à une compagnie du 17e bataillon de pièce d'artillerie.
Le 5 septembre, Marshall demande à MacArthur s'il veut une division de la Garde nationale, probablement la 41e division. MacArthur répond qu'il n'a pas besoin de divisions supplémentaires, déclarant également : « L'équipement et les fournitures sont essentiels. Si ces mesures sont prises, je suis convaincu qu'en l'absence d'un tel soutien, le développement d'une force de défense tout à fait adéquate sera rapide. »
Au cours des mois de septembre et octobre, en plus des renforts mentionnés ci-dessus, MacArthur reçoit le 192e bataillon de chars et 75 automoteurs équipés de canons de 75 mm.
MacArthur s'efforce de réorganiser la division philippine d'un carré en une formation triangulaire. Ce plan impliquait l'expédition dans un régiment d'infanterie américain et/ou complétant avec Fort Stotsenburg et permettant à l'USAFFE de contrôler 2 équipes de combat américaines. Ces plans impliquaient également la formation de quatre commandements tactiques, chacun de la force du corps, ainsi que de diverses unités de soutien supplémentaires.
En novembre, le ministère de la Guerre avait approuvé des renforts supplémentaires de 1 312 officiers, 25 infirmières et 18 047 hommes. Le 34e régiment d’infanterie doit quitter San Francisco le 8 décembre 1941. Le 5 décembre, cinquante-cinq navires sont en route depuis San Francisco, transportant 100 000 tonnes de fret vers les Philippines. À bord se trouve le personnel et l'équipement de la 26e brigade d'artillerie de campagne, dont la 147e d'artillerie de campagne, des camions tractés, un régiment de la Garde nationale du Dakota du Sud ; la 148e artillerie de campagne, un régiment de la Garde nationale de l'Idaho et du 2e bataillon de la 131e artillerie de campagne et un régiment de la Garde nationale du Texas. Ces unités ont été détournées vers Hawaï et affectées à ses défenses.

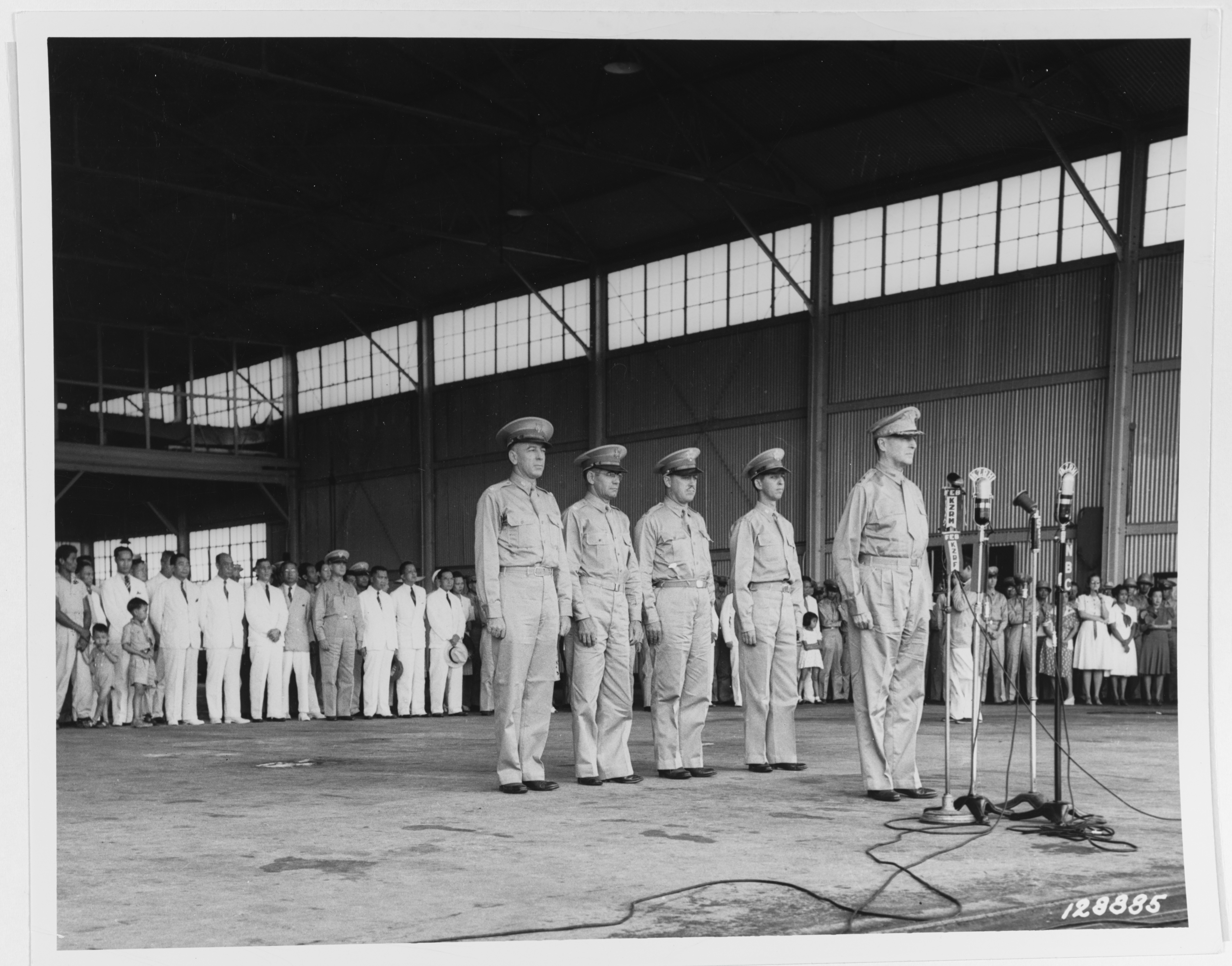
MacArthur durant l'intronisation du Philippine Army Air Corps.

Lorsque l'attaque japonaise sur Pearl Harbor a lieu, plusieurs éléments aériens sont en route. Cela comprend 52 bombardiers en piqué A-24 Banshee du 27e groupe de bombardement, 18 P-40 du 35e groupe de poursuite, 340 tonnes de bombes et 9 000 barils de carburant d'aviation. Il y a aussi deux échelons terrestres légers du 7e groupe de bombardement arrivés aux Philippines, transférés à Mariveles après l'évacuation de Manille. Les escadrons aériens du 7e sont en route vers les Philippines et arrivent à Pearl Harbor le matin du 7 décembre 1941. Ils se composent des 9e, 463e, 492e et 493e escadrons de bombardement lourd. L'échelon aérien est détourné vers les États-Unis, puis acheminé vers Java via l'Australie.

## Insuffisance du matériel et de la formation
L'armée philippine reçoit des vêtements de mauvaise qualité. Leurs chaussures en caoutchouc s'usent en 2 semaines. Il y a des pénuries de presque tous les types d'équipements tels que des couvertures, des moustiquaires, des moitiés d'abris, des outils de retranchement, des masques à gaz et des casques.
Au cours du mois d'août, MacArthur avait demandé 84 500 fusils M1 Garand, 330 mitrailleuses de calibre .30, 326 mitrailleuses de calibre .50, 450 canons de 37 mm, 217 mortiers de 81 mm, 288 canons de 75 mm et plus de 8 000 véhicules. Le 18 septembre, il est informé qu'en raison d'engagements de prêt-bail, il ne recevra pas la plupart de ces articles. En conséquence, l'armée philippine est forcée de continuer à utiliser les vieux fusils Enfield et Springfield.
L'expédition de fournitures dépendait de la capacité de chargement limitée de l'US Navy. En septembre, la Marine annonce son intention de convertir trois transports en porte-avions d'escorte, mais cela ne sera pas fait après la perte de trois transports, MacArthur observant que cela retarderait ses renforts de plus de deux mois.
L'armée approuve alors les demandes pour des obusiers de 105 mm et de 75 mm, des canons de 75 mm, des mitrailleuses de calibre .30, des canons de 37 mm, dix hôpitaux de station de 250 pieds, cent quatre-vingts ensembles d'équipement d'infirmerie régimentaire, jeeps, ambulances, camions et berlines. En novembre, 1 100 000 tonnes de matériel, destinées aux Philippines, s'entassent dans les ports américains. La plupart n'atteindront jamais leur destination. Pendant ce temps, la marine parvient à transporter 1 000 000 gallons d'essence vers l'île. Une grande partie de ce carburant sera stockée sur la péninsule de Bataan.
En 1941, de nombreuses unités philippines entrent au combat sans jamais avoir utilisé leurs armes. Beaucoup de soldats n'avaient même jamais vu une pièce d'artillerie tirer. L'officier des transmissions de la 31e division d'infanterie échoue à établir de communication radio avec d'autres unités du même camp. Le commandant de la 31e division d'infanterie philippine, le colonel Bluemel déclare : « Les hommes enrôlés ne sont compétents que dans deux choses, l'une, lorsqu'un officier apparaît, crier « attention » d'une voix forte, sauter et saluer ; deux, à exiger 3 repas par jour ».
La formation et la coordination sont encore compliquées par les barrières linguistiques. Les Philippins enrôlés parlent souvent une langue (comme le bikol ou une langue visayenne), leurs officiers en parlent une autre (comme le tagalog) et les Américains parlent anglais. Des sergents et des commis de compagnie ne savaient ni lire ni écrire.

## Attaque des Japonais

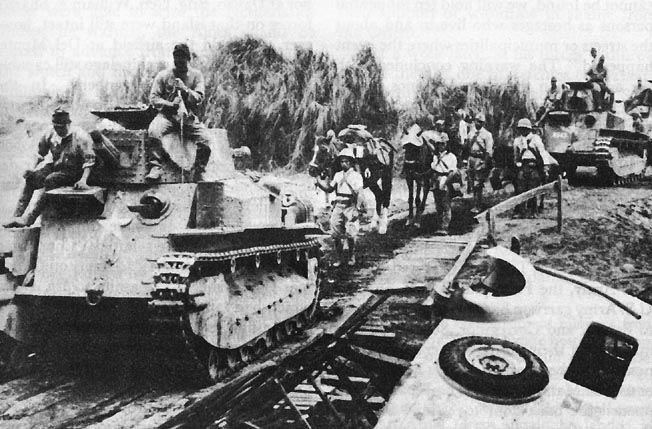
L'avancement des troupes japonaises se déplaçant vers Manille.

Les Japonais considèrent que toutes les terres d'Asie sont la propriété légitime du gouvernement impérial japonais et de l'empereur. Les saisies de la Corée, de la Chine et de certaines parties de l'Union soviétique, qui avaient commencé au tournant du XXe siècle, avaient repris de plus belle. Les Japonais avaient été empêchés de réaliser leur objectif d'unifier ou de dominer les terres asiatiques par la présence de forces militaires étrangères aux Philippines (États-Unis), à Hong Kong, en Malaisie (Royaume-Uni) et dans les Indes néerlandaises. Le Japon avait espéré qu'ils pourraient frapper rapidement et retenir les renforts assez longtemps pour négocier un accord de paix à partir d'une position de force.
Au centre des objectifs japonais était la prise de toutes les terres asiatiques. Pour réussir, les forces américaines, britanniques et néerlandaises devaient être attaquées simultanément pour empêcher leur capacité de renforcer et d'aider leurs possessions asiatiques. Le pivot de la décision japonaise d'attaquer était un énorme besoin de pétrole brut à la suite des sanctions économiques imposées par les États-Unis, le Royaume-Uni et les Pays-Bas qui affaiblissaient l'économie japonaise. Les dirigeants japonais étaient confrontés à un choix : mettre fin à la guerre en Chine et à leurs projets de conquête asiatique, afin de mettre fin aux sanctions, ou déclarer la guerre à trois grandes forces militaires. La guerre actuelle contre la Grande-Bretagne et les Pays-Bas, et la pression exercée par les États-Unis pour fournir de l'aide à ces pays ont été perçues comme une opportunité par les Japonais d'étendre leur place « légitime » en tant que dirigeant en Asie.
Le gouvernement japonais a décidé de s'emparer des ressources sous le contrôle de la Grande-Bretagne, des États-Unis et des Pays-Bas. Le Japon avait déjà placé plus de dix divisions à Formose (Taïwan). Les planificateurs militaires japonais ont fait valoir que les Britanniques (et l'URSS s'ils décidaient de déclarer la guerre) seraient incapables de répondre efficacement à une attaque japonaise, étant donné la menace posée par le Troisième Reich.

## Liste d'affrontements

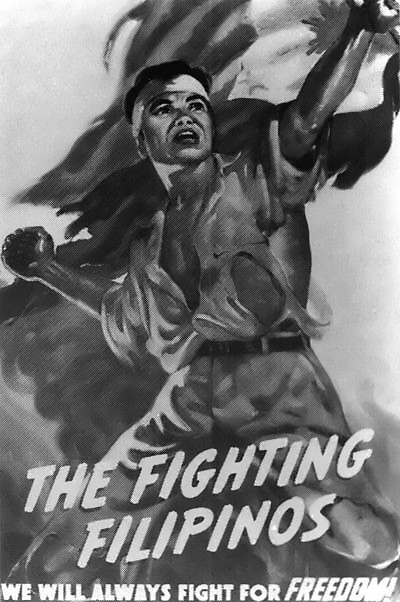
Affiche de propagande représentant le mouvement de résistance philippin.

- Première campagne des Philippines 8 décembre 1941 - 8 mai 1942
- Bataille de Bataan 7 janvier – 9 avril 1942
- Bataille de Corregidor 5-6 mai 1942
- Occupation japonaise des Philippines (1941-1945) 8 mai 1942 - 5 juillet 1945
- Résistance philippine à l'occupation japonaise 1941-1945
- Bataille de Leyte 17 octobre – 26 décembre 1944
- Deuxième campagne des Philippines 20 octobre 1944 - 15 août 1945
- Bataille du golfe de Leyte 23-26 octobre 1944
- Bataille de la baie d'Ormoc 11 novembre-21 décembre 1944
- Bataille de Mindoro 13-16 décembre 1944
- Bataille du col de Kirang 1945
- Bataille de Maguindanao janvier à septembre 1945
- Invasion du golfe de Lingayen du 6 au 9 janvier 1945
- Bataille de Luçon 9 janvier – 15 août 1945
- Bataille du col de Bessang 9 janvier 1945
- Raid de Cabanatuan 30 janvier 1945
- Bataille de Bataan 31 janvier 1945
- Bataille de Manille 3 février – 3 mars 1945
- Bataille de Corregidor 16-26 février 1945
- Bataille de Baguio 21 février 1945
- Raid sur Los Baños le 23 février 1945
- Bataille de Palawan 28 février – 22 avril 1945
- Bataille de Mindanao 10 mars – 15 août 1945
- Bataille des Visayas 18 mars – 30 juillet 1945
- Bataille de Piso Point 14 mai 1945

### Lectures complémentaires
- Sharon W. Chamberlain, A Reckoning: Philippine Trials of Japanese War Criminals, University of Wisconsin Press, 5 mars 2019 (ISBN 9780299318604, lire en ligne)
- Gordon L. Rottman, World War II Pacific Island Guide: A Geo-military Study, Greenwood Publishing Group, 2002 (ISBN 9780313313950, lire en ligne)
- Stanley Sandler, World War II in the Pacific: An Encyclopedia, Taylor & Francis, 2001 (ISBN 9780815318835, lire en ligne)